# San Luis (Santiago de Cuba)
Pour les articles homonymes, voir San Luis.
Ne doit pas être confondu avec San Luis (Pinar del Río).
San Luis (de las Enramadas) est une ville et une municipalité de Cuba dans la province de Santiago de Cuba.

## Géographie

### Situation
La municipalité est dans le sud de l'île de Cuba, vers le centre-nord de la province de Santiago de Cuba, au nord de la sierra Maestra et au sud de la sierra de Nipe (es) (cette dernière faisant partie de la chaîne montagneuse Nipe-Sagua-Baracoa (en)).
La ville est à 852 km sud-est de La Havane et 32 km nord de sa capitale de province Santiago de Cuba (distances par route). Elle est desservie par l'autoroute A1 (en). 
San Luis est dans le bassin versant du Cauto ; plusieurs de ses affluents traversent la municipalité : le Grande (à l'ouest de la ville), le Guanicum qui y reçoit le Naranjo, le Ullao (rive gauche), l'Arroyo Blanco et le Platanillo (rive droite), et d'autres cours d'eau plus petits.
La municipalité est bordée au nord par le parc national Mensura Pilotos, sur Mayarí (Holguín),.

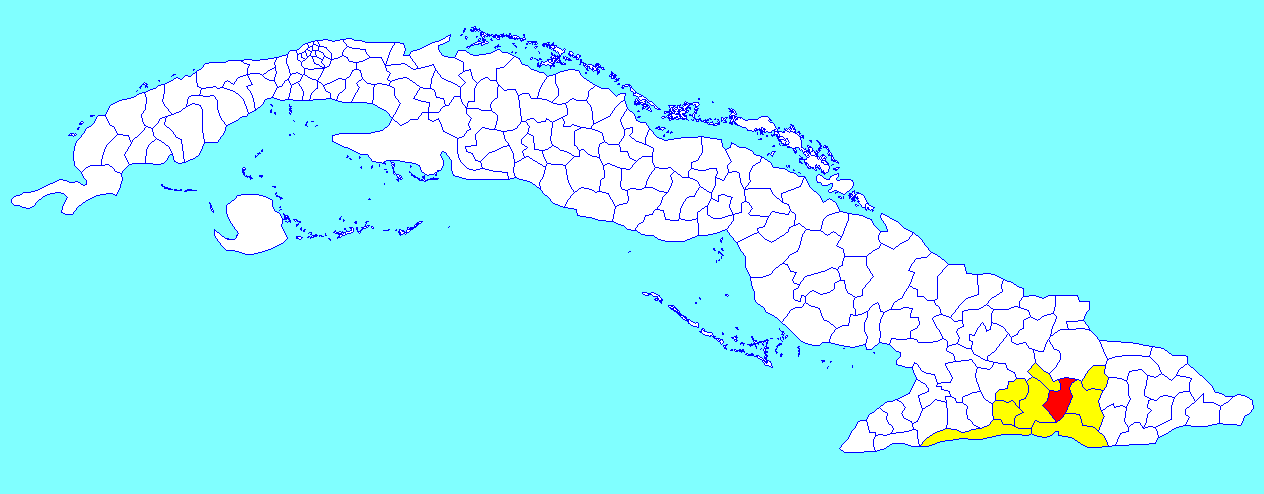
Municipalité de San Luis dans la province de Santiago de Cuba

### Divisions administratives
La municipalité inclut 17 consejos populares : 
- Dos Caminos
- Chile
- Capitán San Luis
- José Martí
- Emma Rosa Chuig
- Rafael Reyes
- Estrella Roja
- Pedernal
- Paraíso
- La Caoba
- Chamarreta
- Nuevo Mundo
- Bucuey
- El Palmar
- El Tetuán
- Paquito Rosales
- La luz

## Population
En 2022, la population de la municipalité était estimée à 77 519 habitants ; pour une surface de 683,1 km2, la densité de population est de 113,5 habitants/km².

## Personnalités nées à San Luis
- Ibrahim Ferrer, chanteur, né en 1927